# Central Bank of Belize
Die Central Bank of Belize ist die Zentralbank im mittelamerikanischen Belize.
Die Bank wurde am 1. Januar 1982 mittels des neuen Zentralbankgesetzes nach Vorbild der Bank of England gegründet. Sie ist Herausgeberin der belizischen Währung Belize-Dollar und reguliert die Handelsbanken und andere Finanzinstitutionen im Land. 
Eine Besonderheit der Währung ist die Kopplung des Belize-Dollars an den US-Dollar (1 US-$ entspricht 1,97 BZD).

## Liste der Gouverneure
- Januar 1982 bis Oktober 1983: Sir Edney Cain
- November 1983 bis Januar 1986: Robert Swift
- Februar 1986 bis November 1990: Alan Slusher
- Januar 1991 bis Dezember 1991: Sir Edney Cain
- Januar 1992 bis März 2002: Keith Arnold
- April 2002 bis September 2003: Jorge Meliton Auil
- seit Oktober 2003: Sydney Campbell